# Wurtzit

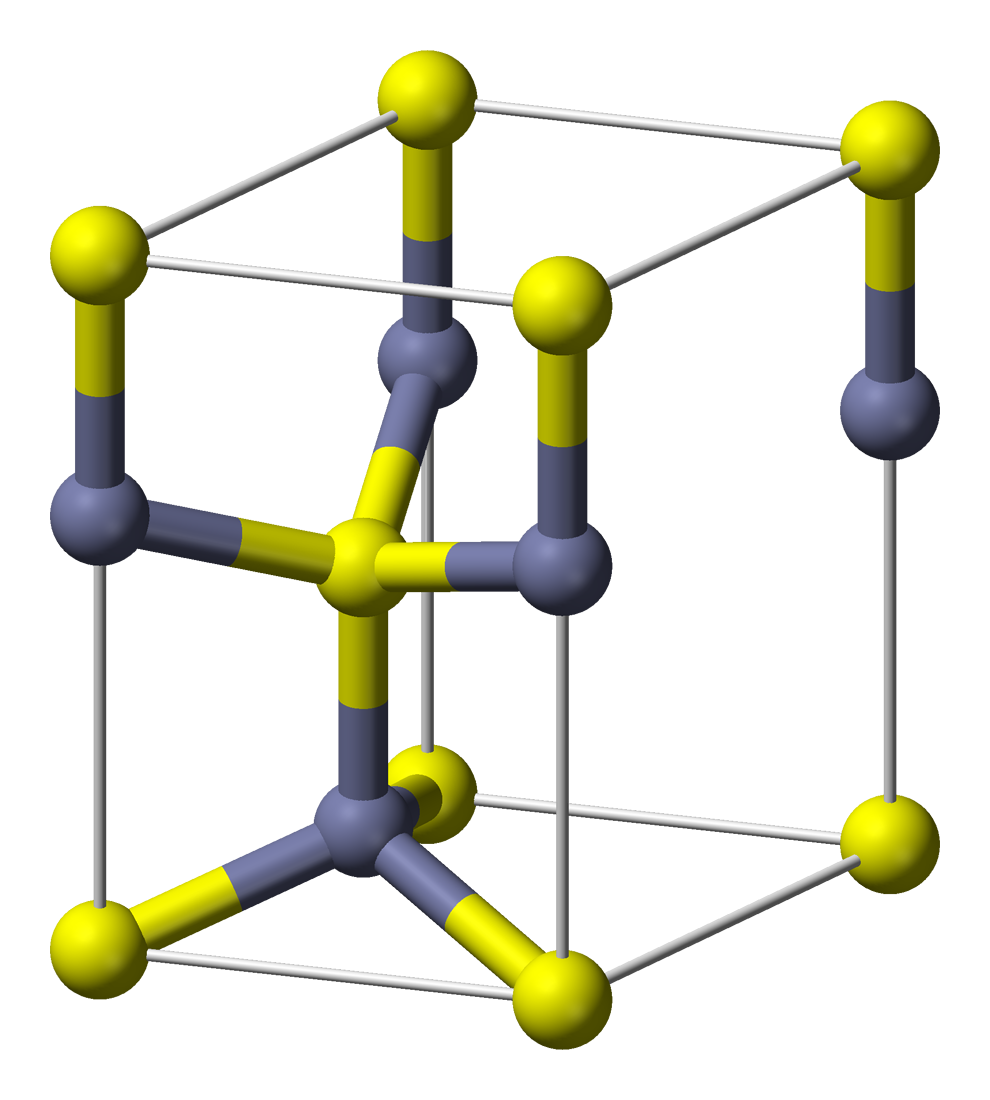
Krystalová struktura wurtzitu

Wurtzit je minerál obsahující sulfid železa a zinku ((Zn,Fe)S); je polymorfní modifikací sfaleritu. Často vytváří soustředně vrstevnaté a paprsčité agregáty.
Poprvé byl wurtzit popsán roku 1861 z naleziště poblíž Příbrami. Učinil tak Charles Friedel, nese jméno jeho učitele, francouzského chemika Charles-Adolphe Wurtze.
Wurtzit má krystalovou strukturu patřící do šesterečné soustavy. Sestává z atomů zinku a síry vrstvených podle vzorce ABABAB. Rozměry jeho jednotkové buňky jsou:
- a = b = 3.81 Å = 381 pm
- c = 6.23 Å = 623 pm

Vyskytuje se v hydrotermálních usazeninách společně se sfaleritem, pyritem, chalkopyritem, barytem a markazitem.